# Kikači
Kikači är en ort i Bosnien och Hercegovina.   Den ligger i entiteten Federationen Bosnien och Hercegovina, i den östra delen av landet, 80 km norr om huvudstaden Sarajevo. Kikači ligger 293 meter över havet och antalet invånare är 1 927.
Terrängen runt Kikači är kuperad åt nordost, men åt sydväst är den platt. Runt Kikači är det ganska tätbefolkat, med 93 invånare per kvadratkilometer.. Närmaste större samhälle är Tuzla, 11,6 km väster om Kikači. 
Omgivningarna runt Kikači är en mosaik av jordbruksmark och naturlig växtlighet.